# Midotiopsis bambusicola
Midotiopsis bambusicola är en svampart som beskrevs av Paul Christoph Hennings 1902. Midotiopsis bambusicola ingår i släktet Midotiopsis, ordningen disksvampar, klassen Leotiomycetes, divisionen sporsäcksvampar och riket svampar.   Inga underarter finns listade i Catalogue of Life.